# ثنائي البويغ المحمر
ثنائي البويغ المحمر (الاسم العلمي: Bisporella rubescens) هو نوع من الفطريات يتبع جنس الثنائي البويغ من الفصيلة المسمارية.